# Aslan Kasbekowitsch Karazew
Aslan Kasbekowitsch Karazew (russisch Аслан Казбекович Карацев, englisch Aslan Kazbekovich Karatsev; * 4. September 1993 in Wladikawkas) ist ein russischer Tennisspieler.

## Karriere
Sein Debüt auf der ATP World Tour gab Karazew im September 2013 bei den St. Petersburg Open, als er dort eine Wildcard für die Einzelkonkurrenz erhielt und in der ersten Runde des Hauptfeldes gegen Michail Juschny in drei Sätzen mit 7:6, 2:6, 2:6 verlor. Im Doppel spielte er an der Seite von Dmitri Tursunow; sie gewannen ihre ersten beiden Partien und scheiterten im Halbfinale mit 4:6, 7:5 und [9:11] an Dominic Inglot und Denis Istomin. Im selben Jahr qualifizierte er sich für den Kremlin Cup, wo er in der ersten Runde ausschied. Ein Jahr später gelang ihm beim gleichen Turnier in Moskau erneut die Qualifikation für das Hauptfeld – mit gleichem Ausgang. Erst 2015 konnte er ein Match auf der World Tour gewinnen, als er in Moskau wieder gegen Juschny antreten musste und diesen in zwei Sätzen besiegte, ehe er Philipp Kohlschreiber in drei Sätzen unterlag. In den Jahren 2016 bis 2019 spielte Karazew weitestgehend auf Challenger-Ebene, wo er zwei Finals erreichte, und auf Future-Ebene, wo er drei Turniere gewinnen konnte.
Nach der Wiederaufnahme der Saison 2020, aufgrund der coronabedingten Zwangspause im August, machte Karazew auf sich aufmerksam, als er innerhalb von drei Wochen bei drei Challenger-Turnieren ins Finale kam und zwei davon gewinnen konnte. Anfang 2021 überstand er die Qualifikation für die Australian Open und konnte so erstmals in seiner Karriere an einem Grand-Slam-Turnier teilnehmen. Die ersten drei Runden der Australian Open im Februar konnte er ohne Satzverlust gewinnen, in der dritten Runde gegen den an Nr. 8 gesetzten Diego Schwartzman. Im Achtelfinale verlor er gegen Félix Auger-Aliassime die ersten beiden Sätze, konnte die Partie aber in fünf Sätzen noch gewinnen. Auch im Viertelfinale konnte er nach verlorenem ersten Satz gegen den angeschlagenen Grigor Dimitrow das Match noch drehen und in vier Sätzen gewinnen. Erst im Halbfinale musste er sich dem Weltranglistenersten Novak Đoković in drei Sätzen geschlagen geben. Karazew war damit der erste Spieler der Open Era, der bei seinem Grand-Slam-Debüt direkt das Halbfinale erreichte und erst der fünfte Qualifikant, dem dies gelang. Durch diesen Erfolg kam er erstmals in die Top 100 der Weltrangliste, wo er sich von Rang 114 auf Rang 42 verbesserte.
In Doha gewann Karazew Mitte März gemeinsam mit seinem Landsmann Andrei Rubljow die Doppelkonkurrenz. Beim Turnier von Dubai eine Woche später besiegte er Rubljow im Halbfinale und zog damit erstmals auch im Einzel ins Finale eines ATP-Turniers ein. Dies gewann er gegen Lloyd Harris in zwei Sätzen und feierte damit seinen ersten Titelgewinn auf der ATP Tour. Er erreichte mit Rang 27 auch erstmals die Top 30 der Weltrangliste.

## Erfolge
| Legende (Anzahl der Siege)  |
| Grand Slam                  |
| ATP World Tour Finals       |
| ATP World Tour Masters 1000 |
| ATP World Tour 500 (1)      |
| ATP World Tour 250 (3)      |
| ATP Challenger Tour (5)     |

| Titel nach Belag |
| Hartplatz (4)    |
| Sand (0)         |
| Rasen (0)        |

### Einzel

#### Turniersiege

##### ATP Tour
| Nr. | Datum            | Turnier | Belag         | Finalgegner  | Ergebnis |
| --- | ---------------- | ------- | ------------- | ------------ | -------- |
| 1.  | 20. März 2021    | Dubai   | Hartplatz     | Lloyd Harris | 6:3, 6:2 |
| 2.  | 24. Oktober 2021 | Moskau  | Hartplatz (i) | Marin Čilić  | 6:2, 6:4 |
| 3.  | 15. Januar 2022  | Sydney  | Hartplatz     | Andy Murray  | 6:3, 6:3 |

##### ATP Challenger Tour
| Nr. | Datum             | Turnier    | Belag         | Finalgegner           | Ergebnis      |
| --- | ----------------- | ---------- | ------------- | --------------------- | ------------- |
| 1.  | 22. März 2015     | Kasan      | Hartplatz (i) | Konstantin Krawtschuk | 6:4, 4:6, 6:3 |
| 2.  | 30. August 2020   | Prag       | Sand          | Tallon Griekspoor     | 6:4, 7:66     |
| 3.  | 6. September 2020 | Ostrava    | Sand          | Oscar Otte            | 6:4, 6:2      |
| 4.  | 4. Januar 2025    | Nonthaburi | Hartplatz     | Grégoire Barrère      | 7:65, 7:5     |

#### Finalteilnahmen
| Nr. | Datum            | Turnier | Belag     | Finalgegner       | Ergebnis       |
| --- | ---------------- | ------- | --------- | ----------------- | -------------- |
| 1.  | 25. April 2021   | Belgrad | Sand      | Matteo Berrettini | 1:6, 6:3, 6:70 |
| 2.  | 22. Oktober 2023 | Tokio   | Hartplatz | Ben Shelton       | 5:7, 1:6       |

### Doppel

#### Turniersiege

##### ATP World Tour
| Nr. | Datum         | Turnier | Belag     | Partner        | Finalgegner                   | Ergebnis |
| --- | ------------- | ------- | --------- | -------------- | ----------------------------- | -------- |
| 1.  | 12. März 2021 | Doha    | Hartplatz | Andrei Rubljow | Marcus Daniell Philipp Oswald | 7:5, 6:4 |

##### ATP Challenger Tour
| Nr. | Datum          | Turnier | Belag     | Partner         | Finalgegner              | Ergebnis          |
| --- | -------------- | ------- | --------- | --------------- | ------------------------ | ----------------- |
| 1.  | 11. April 2015 | Batman  | Hartplatz | Jaraslau Schyla | Mate Pavić Michael Venus | 7:64, 4:6, [10:5] |

#### Finalteilnahmen
| Nr. | Datum            | Turnier      | Belag     | Partner        | Finalgegner              | Ergebnis  |
| --- | ---------------- | ------------ | --------- | -------------- | ------------------------ | --------- |
| 1.  | 16. Oktober 2021 | Indian Wells | Hartplatz | Andrei Rubljow | John Peers Filip Polášek | 3:6, 6:75 |

### Mixed

#### Finalteilnahmen
| Nr. | Datum          | Turnier     | Belag     | Partner        | Finalgegner                                 | Ergebnis           |
| --- | -------------- | ----------- | --------- | -------------- | ------------------------------------------- | ------------------ |
| 1.  | 10. Juni 2021  | French Open | Sand      | Jelena Wesnina | Desirae Krawczyk Joe Salisbury              | 6:2, 4:6, [5:10]   |
| 2.  | 1. August 2021 | Tokio       | Hartplatz | Jelena Wesnina | Anastassija Pawljutschenkowa Andrei Rubljow | 3:6, 7:65, [11:13] |

## Abschneiden bei Grand-Slam-Turnieren

### Einzel
| Turnier         | 2014 | 2015 | 2016 | 2017 | 2018 | 2019 | 2020 | 2021 | 2022 | 2023 | 2024 | Karriere |
| --------------- | ---- | ---- | ---- | ---- | ---- | ---- | ---- | ---- | ---- | ---- | ---- | -------- |
| Australian Open | —    | Q1   | Q2   | —    | —    | —    | —    | HF   | 3    | 1    | —    | HF       |
| French Open     | —    | Q1   | Q3   | —    | —    | —    | Q3   | 2    | 1    | 2    | 1    | 2        |
| Wimbledon       | Q1   | Q2   | —    | —    | —    | —    |      | 1    | —    | 2    | 1    | 2        |
| US Open         | —    | Q3   | Q1   | —    | —    | —    | —    | 3    | 1    | 3    | Q3   | 3        |

### Mixed
| Turnier         | 2021 | Karriere |
| --------------- | ---- | -------- |
| Australian Open | —    | —        |
| French Open     | F    | F        |
| Wimbledon       | —    | —        |
| US Open         | —    | —        |

Zeichenerklärung: S = Turniersieg; F, HF, VF, AF = Einzug ins Finale / Halbfinale / Viertelfinale / Achtelfinale; 1, 2, 3 = Ausscheiden in der 1. / 2. / 3. Hauptrunde; nicht ausgetragen